# Society for the Study of Evolution
The Society for the Study of Evolution – stowarzyszenie naukowe skupiające specjalistów w zakresie ewolucji biologicznej. Celem jego działalności jest propagowanie podejścia ewolucjonistycznego do rozwiązywania różnych problemów z zakresu nauk o życiu.
Stowarzyszenie powstało w wyniku połączenia nieformalnego stowarzyszenia Society for the Study of Speciation i komitetu United States National Academies Committee on Common Problems of Genetics, Paleontology and Systematics. Pierwszy zjazd związanych z tymi organizacjami biologów ewolucyjnych odbył się 30 marca 1946 w Saint Louis. Na zjeździe tym 57 ewolucjonistów, głównie paleontologów i genetyków, powołało SSE i wybrało jego władze. Pierwszy zjazd nowego stowarzyszenia odbył się w Bostonie 28–31 grudnia 1946 r. Podjęto na nim decyzję o wydawaniu pisma Evolution i przyjęto statut. W ciągu pierwszego roku istnienia stowarzyszenia zapisało się do niego 500 osób.  
Wśród założycieli SSE najbardziej znani ewolucjoniści to: Theodosius Dobzhansky, George Gaylord Simpson (pierwszy prezes stowarzyszenia), Ernst Mayr, Ernest Brown Babcock i Alfred E. Emerson.
Rada stowarzyszenia składa się z ośmiu członków zarządu i sześciu dodatkowych członków. Stowarzyszenie tworzy kilka komitetów ds. przyznawania nagród: im. Theodosiusa Dobzhansky'ego dla obiecujących młodych naukowców, im. Stephena Jaya Goulda za wkład w zrozumienie i propagowanie ewolucjonizmu, im. R. A. Fishera za wyróżniającą się pracę doktorską opublikowaną w Evolution, im. Hamiltona dla wyróżniających się studentów, im. Rosemary Grant dla doktorantów.